# Nomenclatura trinominal
La nomenclatura trinominal (o, nombre trinominal) es una forma extendida de la nomenclatura binominal, usada en biología para identificar a cada especie de ser vivo conocida, con el fin de referirse específicamente a subdivisiones menores de una especie determinada. Las más frecuentes de estas son:
- La subespecie, en cuyo caso se añade un tercer nombre siempre con minúscula detrás de los que se refieren al género (con mayúscula y en primer lugar) y a la especie (con minúscula y en segundo lugar). A modo de ejemplo, se puede citar al perro, una subespecie doméstica del lobo (Canis lupus), que recibe el nombre trinominal de Canis lupus familiaris por ser una subespecie del lobo.

- La variedad, usada en botánica, muy poco definida para considerarse una subespecie, que se identifica escribiendo a continuación del nombre de la especie o subespecie la abreviatura "var." seguida del nombre de la variedad en sí. Por ejemplo, la acelga es una variedad de remolacha (Beta vulgaris) y recibe el nombre científico de Beta vulgaris var. cicla.

Menos usadas aunque también pertenecientes a la nomenclatura trinomial son la subvariedad ("subvar."), la forma ("forma" o "f.") y el cultivo/cultivar ("cv."), cada una de menor entidad que la anterior.
- Datos: Q1650061